# Campeonato Asiático de Atletismo de 2011 - Salto em distância masculino
A prova do salto em distância masculino do Campeonato Asiático de Atletismo de 2011 foi disputada no dia 10 de julho de 2011 no Kobe Universiade Memorial Stadium em Kobe,  no Japão. 

## Recordes
Antes desta competição, os recordes mundiais e do campeonato nesta prova eram os seguintes:
|                       | Nome                        | Nacionalidade  | Distância | Local      | Data                 |
| --------------------- | --------------------------- | -------------- | --------- | ---------- | -------------------- |
| Recorde mundial       | Mike Powell                 | Estados Unidos | 8m 95cm   | Tóquio     | 30 de agosto de 1991 |
| Recorde do campeonato | Hussein Taher Al-Sabee      | Arábia Saudita | 8m 33cm   | Jacarta    | 2000                 |
| Recorde asiático      | Mohamed Salman Al-Khuwalidi | Arábia Saudita | 8m 48cm   | Sotteville | 2 de julho de 2006   |

## Medalhistas
| Ouro               | Prata                      | Bronze                |
| Su Xiongfeng (CHN) | Supanara Sukhasvasti (THA) | Rikiya Saruyama (JPN) |

## Cronograma
Todos os horários são locais (UTC+9).
| Data        | Hora  | Evento |
| ----------- | ----- | ------ |
| 10 de julho | 15:30 | Final  |

## Final
A final da prova ocorreu dia 10 de julho às 15:30. 
| Posição           | Atleta               | Nacionalidade  | #1   | #2   | #3   | #4   | #5   | #6   | Resultados |
| ----------------- | -------------------- | -------------- | ---- | ---- | ---- | ---- | ---- | ---- | ---------- |
| Medalha de ouro   | Su Xiongfeng         | China          | 7.22 | 8.19 | 7.91 | x    | 8.13 | x    | 8.19       |
| Medalha de prata  | Supanara Sukhasvasti | Tailândia      | x    | 8.05 | 7.74 | x    | x    | x    | 8.05       |
| Medalha de bronze | Rikiya Saruyama      | Japão          | 7.61 | 8.05 | x    | x    | x    | x    | 8.05       |
| 4                 | Yohei Sugai          | Japão          | 8.03 | 7.73 | 7.78 | 8.00 | 7.61 | 7.94 | 8.03       |
| 5                 | Li Jinzhe            | China          | 7.46 | 7.79 | 7.50 | x    | x    | x    | 7.79       |
| 6                 | Hashim al-Sharfa     | Arábia Saudita | 7.38 | 7.77 | 7.56 | x    | 6.87 | –    | 7.77       |
| 7                 | Dmitrii Ilin         | Quirguistão    | 7.51 | 7.44 | 7.48 | x    | x    | 7.64 | 7.64       |
| 8                 | Konstantin Safronov  | Cazaquistão    | 7.48 | 7.62 | x    | x    | –    | –    | 7.62       |
| 9                 | Van Mua Nguyen       | Vietname       | 7.38 | 7.39 | 7.31 |      |      |      | 7.39       |
| 10                | Lin Ching-Hsuan      | Taipé Chinesa  | 7.25 | x    | 7.32 |      |      |      | 7.32       |
| 11                | Wong Lok Hei         | Hong Kong      | x    | 6.96 | 6.90 |      |      |      | 6.96       |
| 12                | Ghulam Shareq Hamkar | Afeganistão    | 6.38 | x    | 6.02 |      |      |      | 6.38       |
| –                 | Si Kuan Wong         | Macau          |      |      |      |      |      |      | DNS        |

Legenda
| Recorde mundial       | Recorde mundial (World record)               |                       | Recorde africano                      | Recorde africano (African) |                                           | Q | Classificado por posição (Qualified) |
| Recorde do campeonato | Recorde do campeonato (Championship record)  | Recorde da América    | Recorde da América (Americas)         | q                          | Classificado por melhor tempo (Qualified) |   |                                      |
| Melhor marca do ano   | Melhor marca do ano (World leading)          | Recorde asiático      | Recorde asiático (Asian)              | DNS                        | Não largou (Did not start)                |   |                                      |
| Recorde nacional      | Recorde nacional (National record)           | Recorde europeu       | Recorde europeu (European)            | DNF                        | Não terminou (Did not finish)             |   |                                      |
| Recorde pessoal       | Recorde pessoal do atleta (Personal best)    | Recorde da Oceania    | Recorde da Oceania (Oceania)          | DSQ / DQ                   | Desclassificado (Disqualified)            |   |                                      |
| Recorde da temporada  | Recorde da temporada do atleta (Season best) | Recorde sul-americano | Recorde sul-americano (South America) | NM                         | Sem marca (No mark)                       |   |                                      |